# Heterusia trifoliata
Heterusia trifoliata là một loài bướm đêm trong họ Geometridae.